# Alan Ramsbottom
Alan Ramsbottom, né le 30 avril 1936 à Clayton-le-Moors en Angleterre et mort le 5 avril 2023 à Nelson, est un coureur cycliste britannique.

## Biographie

### Carrière amateure
Ramsbottom commence le cyclisme en amateur dans les année 1950 et réalise de très bons résultats au Royaume-Uni. Cependant il n'est pas sélectionné pour les Jeux olympiques de 1960 avec son pays et décide de partir en France, à Troyes. Ainsi, il intègre en 1961 l'Union vélocipédique de l'Aube.

### Carrière professionnelle
Après avoir remporté une étape sur le Tour de l'Avenir 1961, il passe professionnel avec l'équipe française Helyett. Cette même année, il se classe 5e du Grand Prix de Fourmies. En 1962, il intègre l'équipe Pelforth-Sauvage-Lejeune pour une durée de trois saisons. Il participe durant deux éditions consécutives au Tour de France. Si en 1962, il parvient à terminer dans le top 10 de la 9e étape, il monte sur le podium de la 1re étape l'année suivante. Il terminera ce Tour à la 16e place du classement général. Il remporte également une étape sur le Tour de l'Aude 1962, et plusieurs critériums durant la saison.
En 1965, il quitte Troyes pour la Belgique et intègre l'équipe Peugeot, il rejoint par la même occasion son compatriote Tom Simpson. Dorénavant à Genk, il prend part à de multiples critériums durant ses deux saisons avec Peugeot. Il termine sur le podium des criteriums de Londres et de Meerbeke en 1964, et sur le podium de ceux de Aertrycke, Wortegem et Zele en 1965. En compétition professionnelle, un de ses meilleurs résultats est une 11e place sur la Flèche wallonne 1965.
En 1967, il retourne au Royaume-Uni pour sa dernière saison au plus haut niveau du cyclisme européen avec l'équipe Viking Cycle.
Il meurt le 5 avril 2023 dans la ville de Nelson dans le Lancashire.

## Palmarès sur route
- 1959
  - Tour of the North
- 1960
  - 4e étape de la Milk Race
  - 2e du championnat de Grande-Bretagne sur route amateurs
- 1961
  - Paris-Ézy
  - Tour de la Haute-Marne
  - 2e étape du Tour de l'Avenir
  - Grand Prix des Amis du Cyclisme
  - 3e de Manche-Océan
- 1962
  - Grand Prix de Saint-Symphorien-sur-Coise
  - 3e étape du Tour de l'Aude
  - 3e du Manx Trophy
  - 3e du Tour de l'Aude
- 1963
  - 8e de Liège-Bastogne-Liège
- 1964
  - Tour de Haute-Loire
  - 3e des Boucles Roquevairoises
  - 5e de Paris-Nice

## Résultats sur les grands tours

### Tour de France
2 participations :
- 1962 : 45e

- 1963 : 16e